# George Maharis

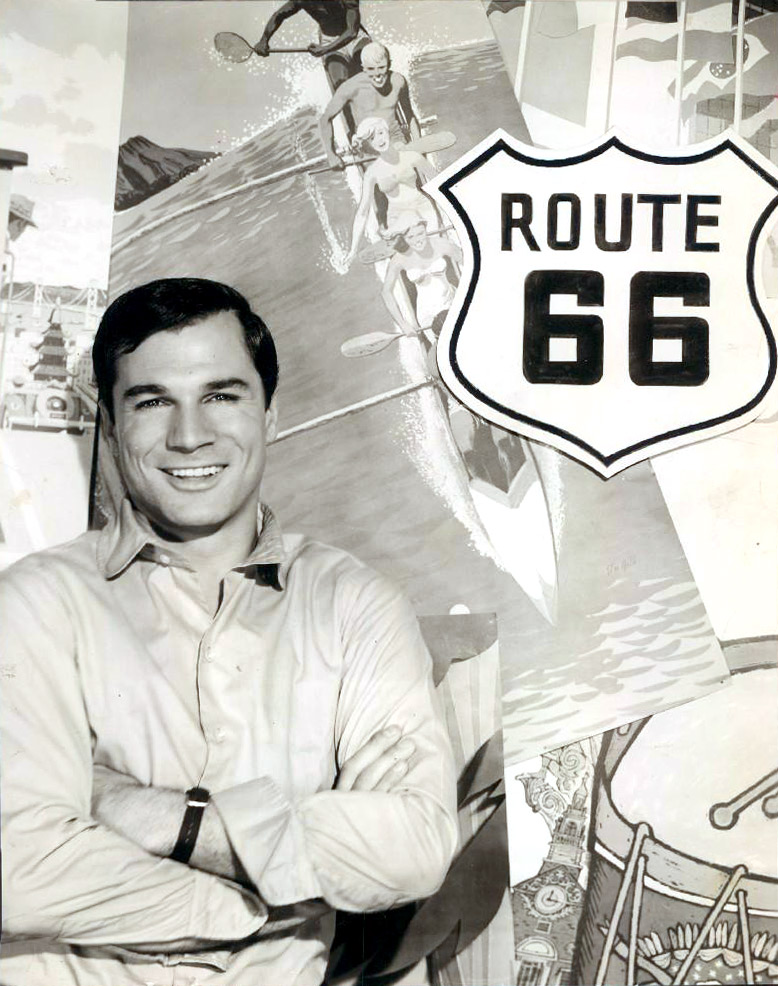
George Maharis (1962)

George Maharis (geboren als George Maharias; * 1. September 1928 in Astoria, New York; † 24. Mai 2023 in Beverly Hills, Kalifornien) war ein US-amerikanischer Schauspieler, Sänger und Maler. Als Sänger war er vor allem in den 1960er Jahren aktiv.

## Leben
Maharis, Sohn griechischer Einwanderer, wurde als erstes von sieben Kindern geboren. Seit seiner Kindheit hatte er den Traum, ein bekannter Sänger zu werden. Es folgte eine Ausbildung bei den Lee Strasberg Studios, bevor er an den Off-Broadway ging und in Stücken von Edward Albee und Jean Genet brillierte. Er wurde von Otto Preminger entdeckt, der ihm eine kleine Rolle im Film Exodus gab.
Einem breiten Publikum wurde Maharis neben Martin Milner als Hauptdarsteller der erfolgreichen Serie Route 66 (1960 bis 1963) über zwei rastlose Fernfahrer bekannt. In dieser Zeit nutzte er die gewonnene Popularität, um parallel eine Karriere als Sänger zu starten. Insgesamt veröffentlichte Maharis mehrere Studioalben. Einige Songs schafften es sogar in die Top 40, einer landete in den Top 25 (Teach me Tonight, sein bekanntester Song). Maharis sang mit Dionne Warwick und The Animals im Duett und trat als Sänger in der Show von Judy Garland auf.
Maharis stieg 1963 offenbar aufgrund einer Hepatitis-Erkrankung aus der Serie Route 66 aus, die nach seinem Ausstieg an Popularität verlor und nach nur einer weiteren Staffel eingestellt wurde. Danach spielte er größere Rollen in einigen Kinofilmen, allerdings ohne sich als Filmstar etablieren zu können. Später hatte er Gastauftritte in Serien wie Kobra, übernehmen Sie, Mord ist ihr Hobby oder Dr. med. Marcus Welby. 1967 und 1974 machte er durch zwei Skandale auf sich aufmerksam, die seine Homosexualität öffentlich machten. 1973 war er einer der ersten männlichen Prominenten, die für Playgirl nackt fotografiert wurden. Er spielte im Laufe seiner Karriere mit so bekannten Stars wie Anthony Quinn, Lee J. Cobb, Peter Graves, William Shatner, Drew Barrymore, Janet Leigh, Stephen Boyd, Farrah Fawcett.
1993 zog sich Maharis aus dem Showbusiness komplett zurück. Er lebte abwechselnd in New York und Beverly Hills und war seit 1985 als impressionistischer Maler tätig. George Maharis starb im 2023 im Alter von 94 Jahren in Beverly Hills. Sein Freund und Betreuer Marc Bahan hatte seinen Tod über Facebook bekannt gegeben.

## Filmografie (Auswahl)
- 1951: Search for Tomorrow (Fernsehserie, eine Episode)
- 1958: The Mugger
- 1959–1960: Gnadenlose Stadt (Naked City, Fernsehserie, vier Episoden)
- 1960: Exodus
- 1960–1963: Route 66 (Fernsehserie, 82 Episoden)
- 1964: Rasch, bevor es schmilzt (Quick Before It Melts)
- 1965: Das Vorleben der Sylvia West (Sylvia)
- 1965: Geheimagent Barrett greift ein (The Satan Bug)
- 1966: A Small Rebellion (Fernsehfilm)
- 1967: Die Meute (The Happening)
- 1969: Die Todesreiter (The Desperados)
- 1969: Fahr zur Hölle, Gringo (Land Raiders)
- 1970–1971: The Most Deadly Game (Fernsehserie, 13 Episoden)
- 1973: Kobra, übernehmen Sie (Mission: Impossible, Fernsehserie, eine Episode)
- 1973: Barnaby Jones (Fernsehserie, eine Episode)
- 1974: Shaft (Fernsehserie, eine Episode)
- 1974: Dr. med. Marcus Welby (Marcus Welby, M.D., Fernsehserie, eine Episode)
- 1974: Death in Space (Fernsehfilm)
- 1974: Abenteuer der Landstraße (Movin’ On, Fernsehserie, eine Episode)
- 1975: Murder on Flight 502 (Fernsehfilm)
- 1976: Look What's Happened to Rosemary's Baby (Fernsehfilm)
- 1976: Die Sieben-Millionen-Dollar-Frau (The Bionic Woman, Fernsehserie, zwei Episoden)
- 1977: Todesflug (SST: Death Flight, Fernsehfilm)
- 1977: Die Zwei mit dem Dreh (Switch, Fernsehserie, zwei Episoden)
- 1978: Todesflug 401 (Crash, Fernsehfilm)
- 1978–1982: Fantasy Island (Fernsehserie, sechs Episoden)
- 1982: Talon im Kampf gegen das Imperium (The Sword and the Sorcerer)
- 1990: Mord ist ihr Hobby (Murder, She Wrote, Fernsehserie, zwei Episoden)
- 1993: Mask of Murder 2 (Doppelgänger) (Doppelganger)

## Diskografie (Auswahl)
Alben
- 1962: George Maharis Sings! (Epic)
- 1962: Portrait in Music (Epic)
- 1963: Just Turn Me Loose! (Epic)
- 1963: Where Can You Go For a Broken Heart? (Epic)
- 1964: Make Love to Me (Epic)
- 1964: Tonight You Belong to Me (Epic)
- 1966: New Route: George Maharis (Epic)